# Historia Monako
Teren Księstwa Monako ma długą historię poświadczoną w źródłach archeologicznych i historycznych. Nazwę to niewielkie państwo zawdzięcza greckiej kolonii Monoikos założonej w VI wieku przed Chr. Proces narodzin współczesnego Monako rozpoczął się wraz z budową zamku przez Genueńczyków w 1215 i przejęciu go przez ród Grimaldich z początkiem XIV stulecia. Nieduże państwo, od 1633 księstwo, utrzymywało niepodległość dzięki sojuszom z silniejszymi sąsiadami, przede wszystkim z Francją. W połowie XIX wieku Monako utraciło większość swojego terytorium, ludności i źródeł dochodów, utrzymując jedynie 1,5 km² powierzchni. W celu ratowania budżetu powołano kasyno, kraj szybko przemienił się w hazardową stolicę Europy czasów Belle époque, a popularność państewka wśród bogatych elit całego świata trwa do dziś.

## Monako do XIII stulecia
Najstarsze szczątki ludzkie znalezione na terenie dzisiejszego księstwa pochodzą sprzed 300 tysięcy lat. W VI wieku przed Chr. Grecy z Marsylii założyli kolonię Monoikos, na terenie której rozwinął się silny kult Herkulesa. W czasie podbojów Galii tereny wokół Skały Monakijskiej opanowali Rzymianie, którzy panowali nad nimi do upadku Cesarstwa zachodniorzymskiego. W czasie wędrówek ludów okolice Monako wyludniły się; ponowny wzrost zaludnienia datuje się dopiero na koniec X wieku w związku z przybyciem Ligurów. W 1191 cesarz Henryk VI oddał tereny dzisiejszego księstwa we władanie bogatej Genui. Fulco de Castello, członek stronnictwa gibelinów, rozpoczął budowę zamku na Skale Monakijskiej (fr. Rocher de Monaco) 10 czerwca 1215, w ten sposób zakładając dzisiejsze Monako.

## Monako w latach 1297–1861

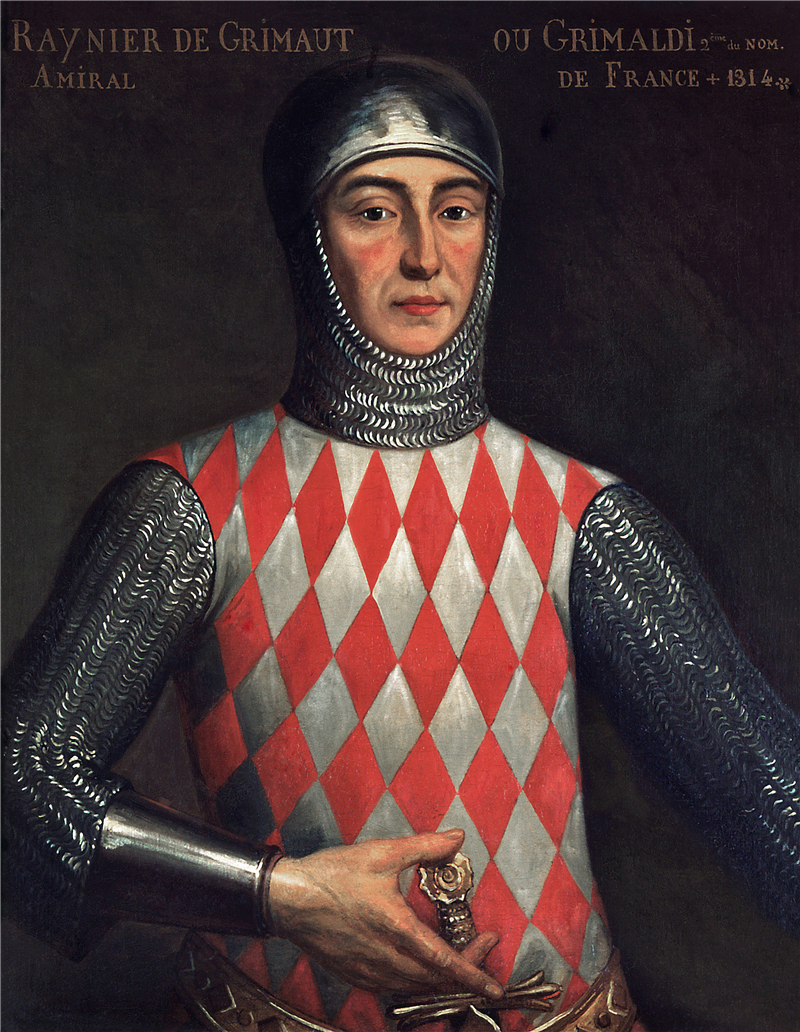
Rainier I Grimaldi

Według legendy, popierający stronnictwo gibelinów kuzyni Franciszek i Rainier I z genueńskiego rodu arystokratycznego Grimaldich zajęli podstępem, w przebraniu franciszkańskich mnichów, fortecę Monako 9 stycznia 1297. Źródła historyczne potwierdzają jedynie utratę kontroli nad zamkiem 10 kwietnia 1301. Syn Rainera I, Karol I, uzyskał oficjalnie tytuł „Pana Monako” w 1314, choć faktyczną władzę nad Skałą Monakijską ugruntował dopiero szesnaście lat później. Ten sam możnowładca uzyskał w 1346 tytuł Pana Menton, a w 1355 tytuł Pana Roquebrune.
Przez dwa stulecia historia Monako składała się z serii wojen z Genuą, próbującą odzyskać kontrolę nad swoimi byłymi posiadłościami. Z tej przyczyny Grimaldi sprzymierzali się z Francją, która chętnie korzystała z ich zdolności żeglarskich, później także Sabaudią, która w 1388 przejęła Hrabstwo Nicei graniczące od północy i zachodu z włościami rodu. Francja uznała Monako za niezależne terytorium w 1489, zaś Genua podjęła w 1509 ostatnią, nieudaną próbę zajęcia go.

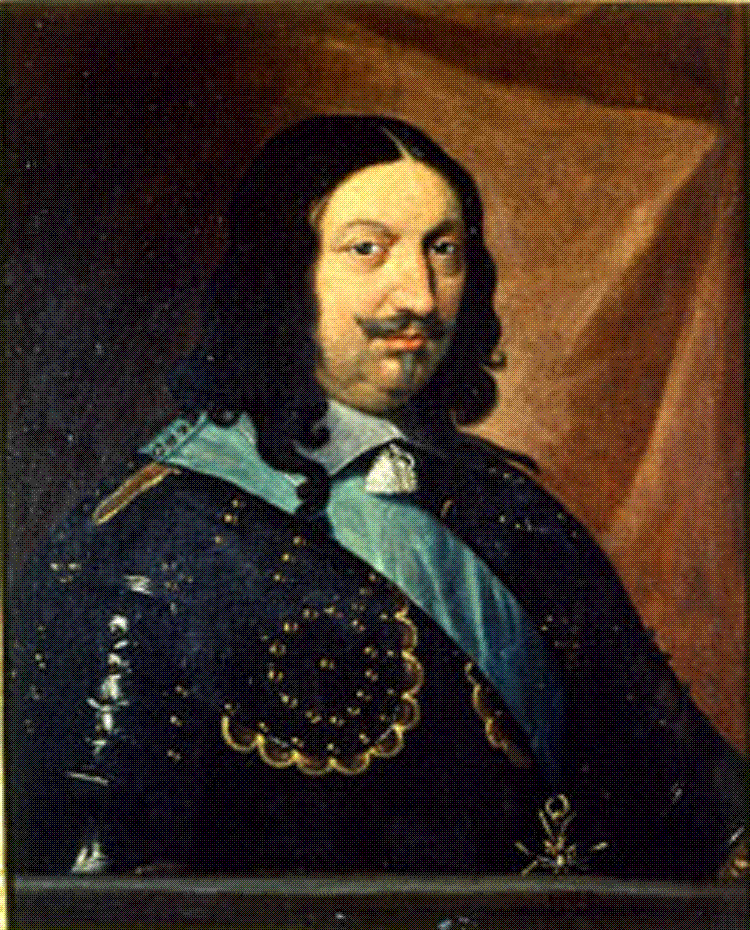
Honoriusz II Grimaldi

W 1524 niepodległość Monako została uznana de jure przez Cesarza Karola V. Monako do 1641 będzie pod protektoratem Królestwa Hiszpanii. W tym czasie Honoriusz II uzyskał tytuł książęcy, uznany przez Hiszpanię w 1633. Ze względu na konflikty ze swoim protektorem, Honoriusz II podpisał 14 września 1641 traktat z Francją, dzięki któremu udało mu się wypędzić garnizon hiszpański i nabyć nowe tytuły szlacheckie. Księstwo prosperowało głównie dzięki uprawie cytryn w Menton.
W 1793 rewolucyjna Francja zajęła księstwo, zmieniając nazwę miasta na Skale Monakijskiej na „Fort Herkulesa” (fr. Fort d’Hercule). W wyniku ustaleń kongresu wiedeńskiego Grimaldi odzyskali swoje terytorium, które stało się protektoratem Królestwa Sardynii.

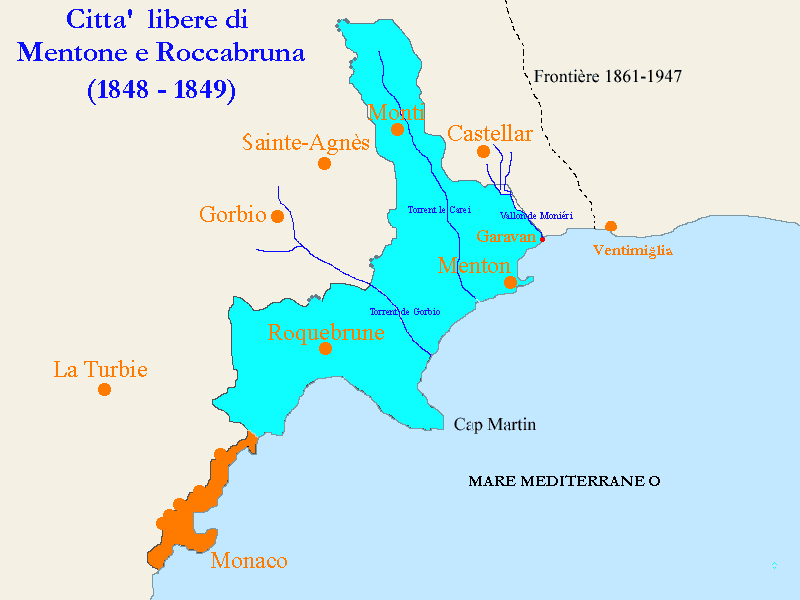
Utracone de facto w 1848 a de jure w 1861 tereny Księstwa Monako – Menton i Roquebrune

Pierwsza połowa XIX wieku dla księstwa była okresem trudności ekonomicznych, którego finanse opierały się głównie na uprawie cytrusów i oliwek w Menton. Sytuację księstwa utrudnił bunt Menton i Roquebrune w okresie wiosny ludów, w wyniku którego Monako utraciło kontrolę nad 95% swojego terytorium, 80% ludności i niemal całym potencjałem rolnym. Receptą na trudności gospodarcze i ryzyko bankructwa miało być powołanie kasyna w 1856, które zakończyło się fiaskiem. Zmiany nastąpiły w wyniku traktatu francusko-monakijskiego z 1861, w ramach którego Roquebrune i Menton przyłączono do Francji (za czym opowiedziało się 80% ich mieszkańców w plebiscycie), w zamian za co Napoleon III zobligował się do zapłacenia Karolowi III 4,1 milionów franków w złocie, budowę linii kolejowej z Nicei do Włoch i uznał pełną niepodległość księstwa.

## Współczesne Monako

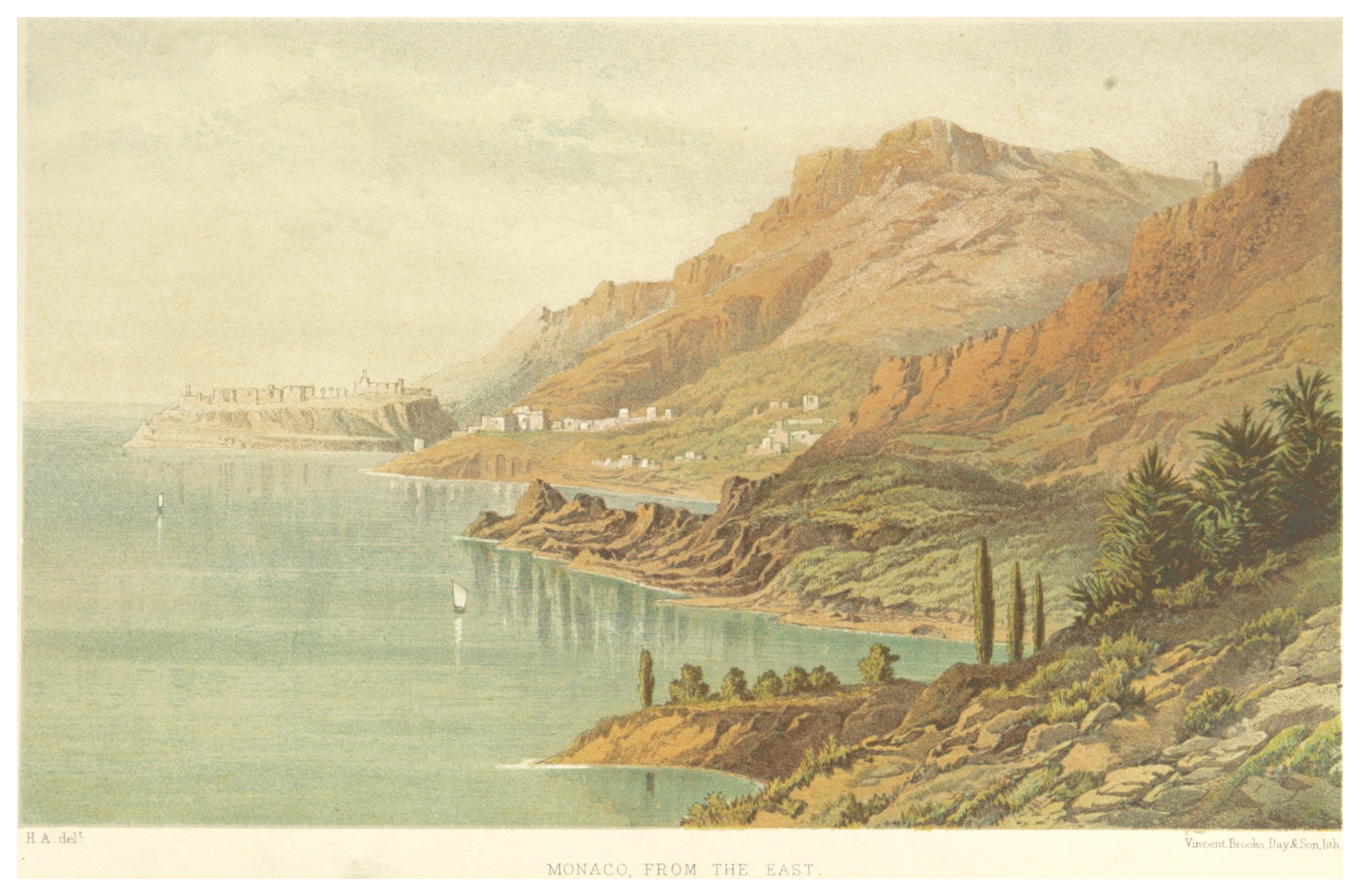
Monako w 1870

Zmiany jakie nastąpiły były największymi w historii księstwa od czasów przejęcia rządów przez Grimaldich. Książę Karol III miał pod swoimi absolutnymi rządami 1,5 km² terenu z mniej niż 1,5 tys. mieszkańców, głównie żyjących w ufortyfikowanym miasteczku na Skale Monakijskiej. Mając jednak sporą sumę od Francji zainwestował, za namową swojej matki Karoliny, 1,7 milionów franków w złocie w Towarzystwo Łaźni Morskich w Monako (fr. Société des Bains de Mer et du Cercle des Étrangers à Monaco), a zarząd nad nim i prawa monopolu gier hazardowych na 50 lat oddał Franciszkowi Blancowi, zarządcy kasyna w Homburgu – wówczas największego w Europie. W zamian państwo miało mieć 10% z dochodów spółki.

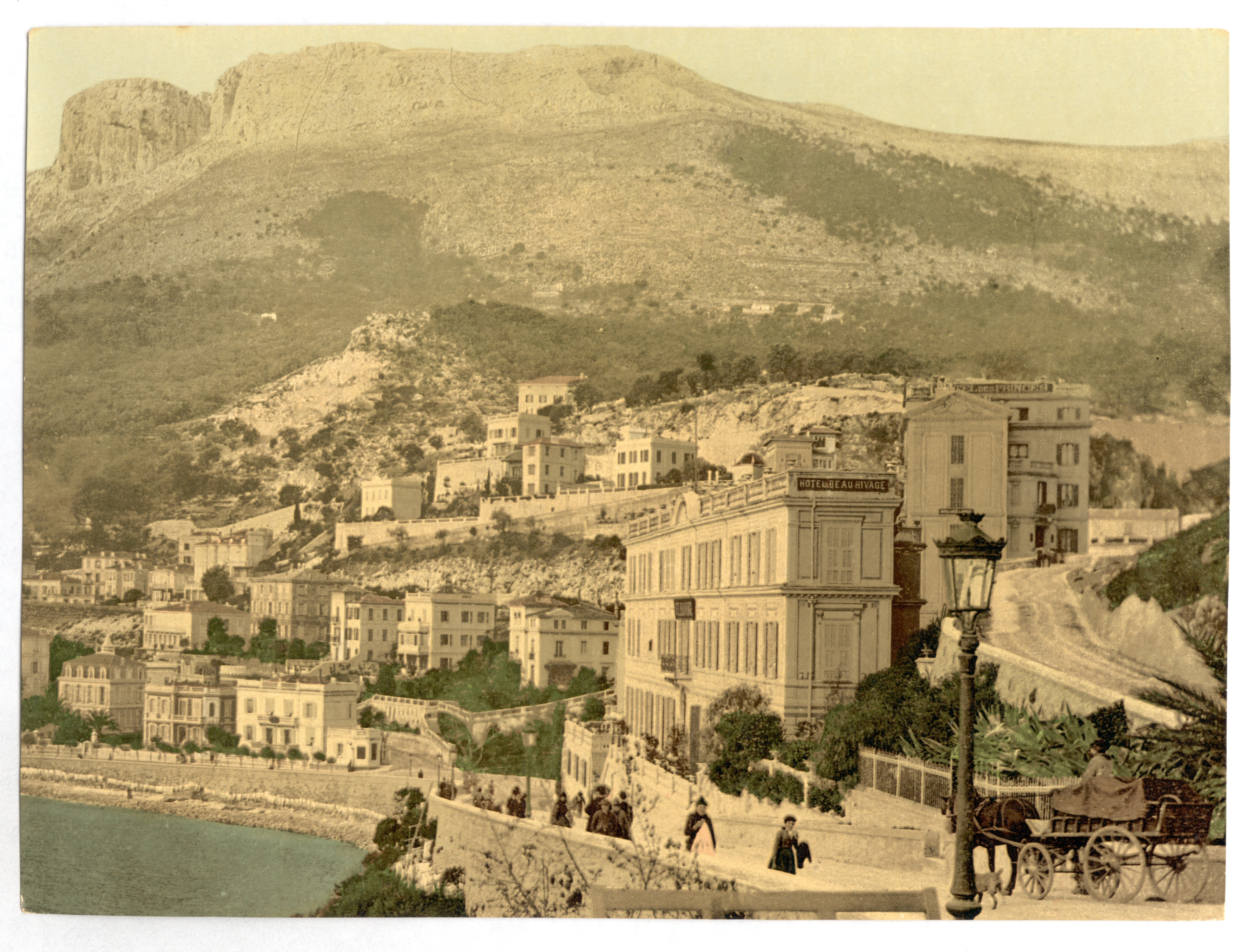
Monako u schyłku XIX wieku

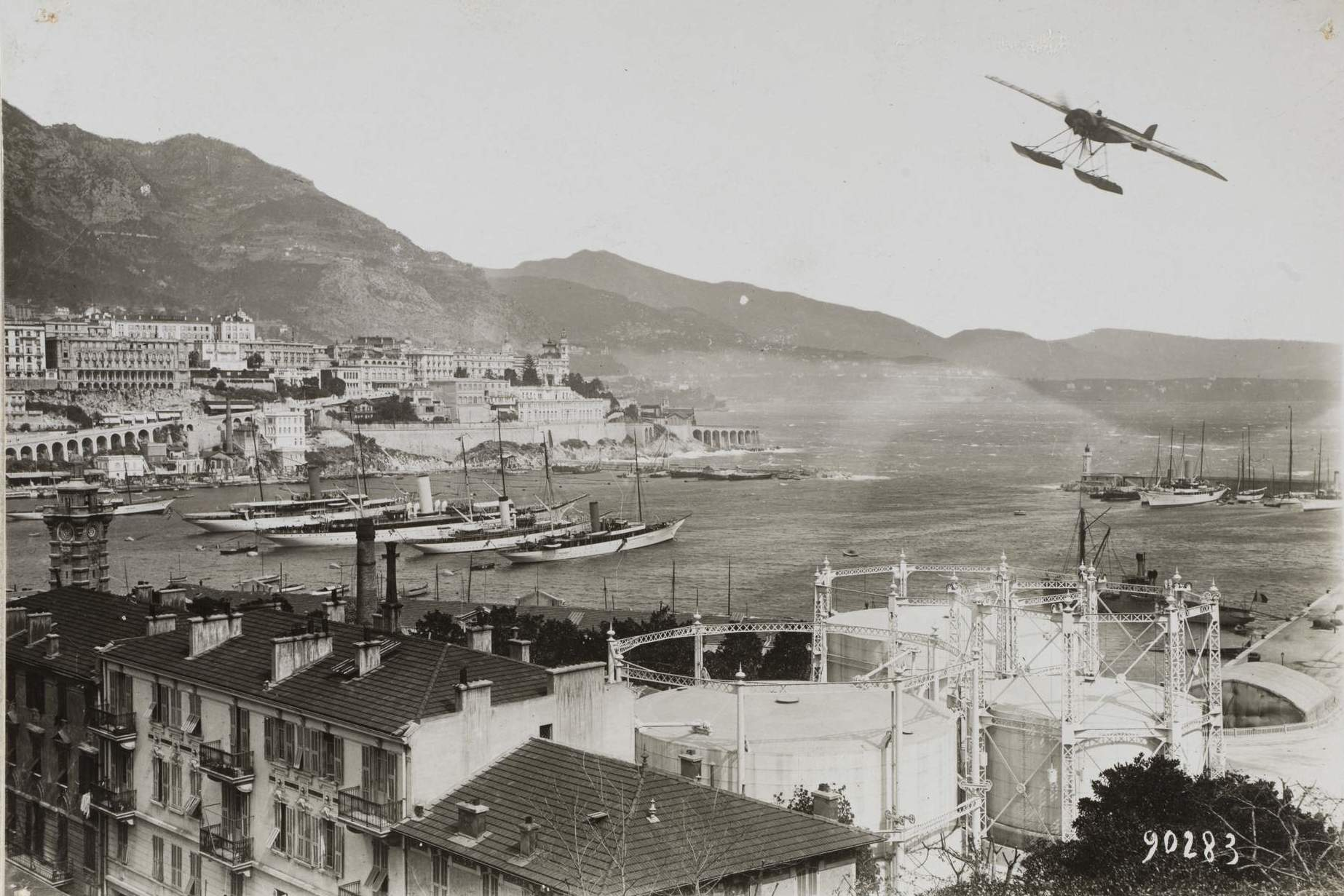
Monako na początku XX wieku

Sprawny zarząd Blanca i jego żony Marii, budowa linii kolejowej (ukończonej w 1868), rozwój turystyki oraz fakt, że w większości państw ówczesnej Europy gry hazardowe były zabronione spowodowały, że niewielkie księstwo szybko zrobiło karierę. Dochody były na tyle duże, że Karol III zniósł w państwie wszelkie formy podatku dochodowego. Ponadto rodzinie książęcej i obywatelom Monako zabroniono wstępu do kasyna. Obok niego w Monte Carlo (nazwanym na cześć Karola III) powstała opera, luksusowe hotele, tramwaje, a okazałe budynki projektowali najwybitniejsi architekci Paryża, z Karolem Garnierem na czele. Niewielki kraj stał się jednym z symboli Belle époque; gośćmi księstwa były liczne głowy koronowane i elity z całego kontynentu. W 1911 odbył się pierwszy rajd Monte Carlo.
Następca Karola III, rządzący od 1889 Albert I interesował się nauką, w szczególności oceanografią, antropologią i paleontologią. Ufundował on m.in. słynny Instytut Oceanograficzny, Ogród Egzotyczny, odbył liczne podróże morskie, wspierał liczne akcje pacyfistyczne. W czasie jego rządów nastąpiły dwa poważniejsze kryzysy polityczne. W 1911 w wybuchła rewolucja przeciw władzy książęcej. Jej podłożem było faworyzowanie Francuzów w wielu instytucjach krajowych, a efektem powołanie konstytucji, która m.in. ograniczała władzę absolutną księcia i wymusiła rozdział finansów państwa od finansów rodziny książęcej. Drugim kryzysem było narzucenie Monako przez Francję w lipcu 1918 traktatu, w którym księstwo stało się de facto jej protektoratem. Przyczyną tego było ryzyko przejęcia tronu przez niemieckiego księcia Wilhelma II Wirtemberskiego-Urach, co w sytuacji toczącej się wojny było niedopuszczalne dla władz w Paryżu.
Większość okresu międzywojennego i czas II wojny światowej Monako rządził książę Ludwik II, który służył w trakcie I wojny światowej w armii francuskiej i był określany jako „Książę-Żołnierz”. W 1933 we Francji złagodzono przepisy antyhazardowe, co w kontekście światowego kryzysu finansowego wzmogło trudności budżetowe państwa, czerpiącego większość swoich zysków z gier pieniężnych. Stąd Ludwik II uprzywilejował rozwój infrastruktury sportowej i turystycznej, a kraj zaczął przyciągać coraz więcej obcego kapitału dzięki niskim podatkom.
W czasie II wojny światowej Monako było oficjalnie neutralne, ale Ludwik II prowadził politykę naśladującą rząd Vichy, m.in. zgodził się na deportację Żydów. Powojenna krytyka „dziwnej neutralności” groziła nawet utratą niepodległości i aneksją maleńkiego księstwa przez Francję. Niezależność państwa została utrzymana w głównej mierze dzięki postawie wnuka Ludwika II, przyszłego księcia Rainiera III, który wstąpił jako ochotnik do armii francuskiej, gdzie brał aktywny udział w walkach.

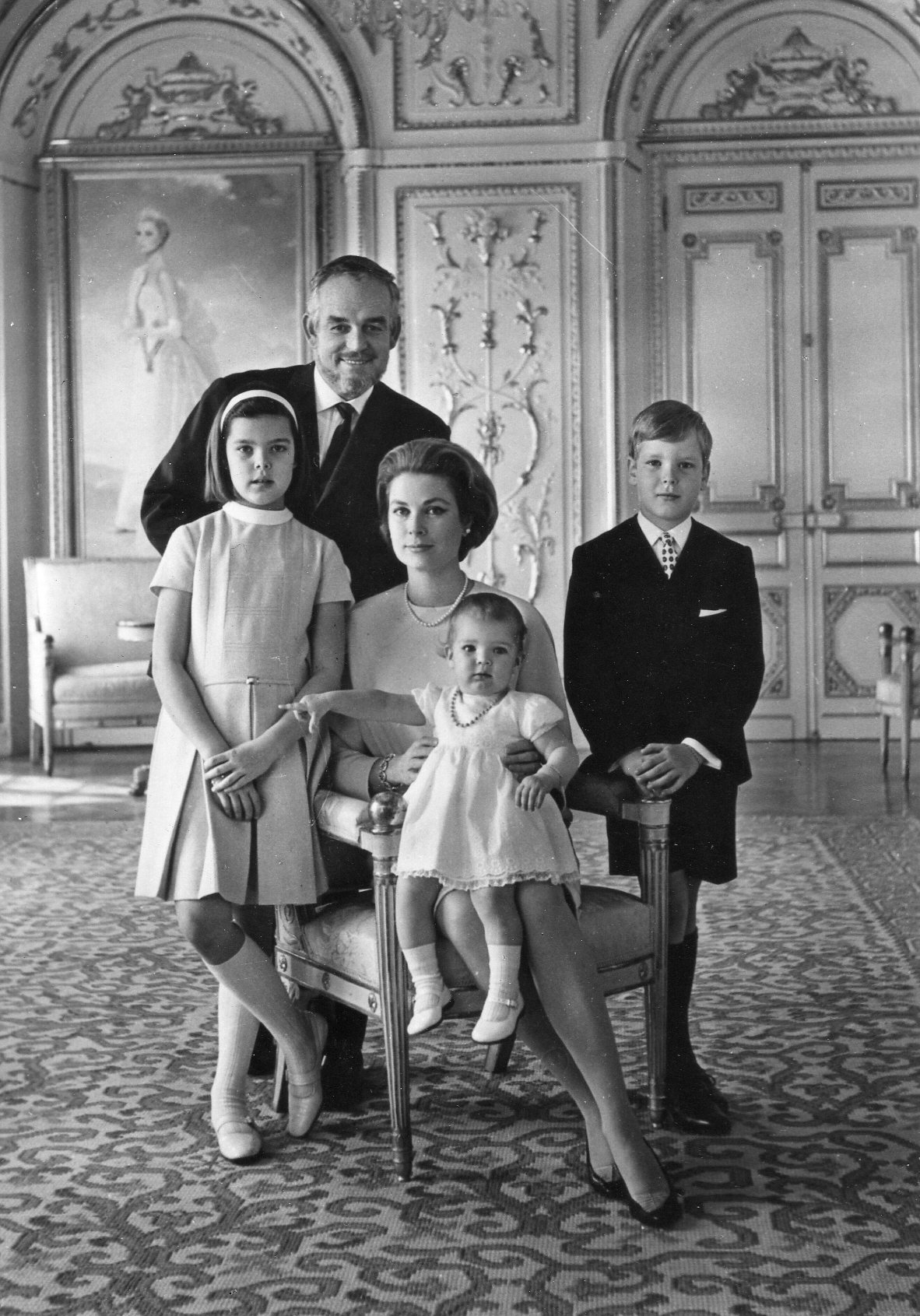
Rodzina książęca w 1966

Za rządów Rainiera III nastąpił boom na rynku nieruchomości powodując zabudowę terytorium państwa w niemal 100%. Co więcej, w wyniku pozyskiwania ziemi od morza udało się zwiększyć terytorium kraju o 25%, z 1,5 km² do 2,08 km². Małżeństwo księcia z gwiazdą Hollywood Grace Kelly przyciągnęła do księstwa wielu filmowców i inwestorów zza Atlantyku. Pierwsze 15 lat rządów Rainiera III było jednocześnie świadkiem kryzysu dynastycznego związanego z pretensjami do tronu Aynarda Guiguesa de Moreton de Chabrillan oraz kryzysu w relacjach z Francją, zakończonego wprowadzeniem nowej konstytucji w 1962 (która m.in. przyznała prawo głosu kobietom) i nowego traktatu międzypaństwowego 18 maja 1963, gdzie w zamian za zniesienie części warunków narzuconych w traktacie 1918 Monako zgodziło się na znaczące ustępstwa fiskalne. W 1993 Monako przystąpiło do Organizacji Narodów Zjednoczonych. W 2002 doszło do podpisania nowego traktatu między Francją a Księstwem, w wyniku którego zniesiono klauzulę o utracie niepodległości przez państwo w wyniku wygaśnięcia dynastii Grimaldich. Książę Rainier III zmarł 6 kwietnia 2005, a jego miejsce na tronie przejął jego syn Albert II, który w 2011 poślubił południowoafrykańską pływaczkę Charlene Wittstock.